# Mediaeval Baebes
Mediæval Bæbes е английски фолклорен ансамбъл за средновековна музика, който е съставен само от жени. Създаден е в началото на 1990-те от Катрин Блейк и още няколко от тогавашните членове на групата Miranda Sex Garden. Единственият постоянен член на ансамбъла е Блейк, докато другите членове се сменят от албум на албум, като бройката им варира между 6 и 12 певици.

## Музика
Първият албум на Mediaeval Baebes „Salva Nos“ (1997) дебютира на второ място в класацията за класическа музика, достигайки сребърен статус. Следващият албум „Worldes Blysse“ се представя още по-добре: дебютира на първо място в същата класация. Подобен успех постига и третият студиен запис на ансамбъла „Undrentide“. Следват албумите „The Rose“, коледният албум „Mistletoe & Wine“, както и „Mirabilis“. Последният студиен албум „Mirabilis“ е пуснат официално по време на техен концерт в Лондон през август 2005 г. През юли 2006 излиза едноименно DVD, чийто първи 300 бройки са с подписи от членовете на групата. На 25 ноември 2006 е издаден и първият концертен албум на Mediaeval Baebes „Live“, който включва и две чисто нови песни.
Всеки албум включва традиционни средновековни песни и поезия, към която върви музика, специално аранжирани от Блейк според нуждите на ансамбъла. Известна част от песните на Mediaeval Baebes са оригинални композиции, създадени от Катрин Блейк, но въпреки това значителна част са преки заемки от вече съществуващи песни. Ансамбълът пее на различни езици и наречия, сред които латински, староанглийски, френски, италиански, руски, шведски, шотландски английски, немски, испански, уелски, провансалски, галски, баварски, както и на съвременен английски. Аранжиментът е почти изцяло от средновековни музикални инструменти, на които свирят или самите изпълнителки или гост-инструменталисти.
Изпълненията на Mediaeval Baebes варират с всяка песен. Някои песни са изпълнени с традиционното им звучене, например „Salva Nos“ и „The Coventry Carol“, докато други са по-свободни импровизации или са традиционно звучащи, но написани през втората половина на ХХ век. В „Undrentide“ продуцентът на албума Джон Кейл използва дори такива нетрадиционни инструменти като саксофон и електрическа китара, въпреки че това не се пренася в техните следващи продукции. Последните им записи демонстрират отдалечаване от средновековното звучене, защото ансамбълът обръща повече внимание на модерните течения в класическата музика. Въпреки това Mediaeval Baebes продължава да се счита за фолк група.

## Сътрудничества
Mediaeval Baebes осигуряват вокалите за песента „Aria“ на Delerium, като също така участват и в клипа на песента. Вокалите, използвани за песента, са адаптирана версия на оригиналното изпълнение на ансамбъла към песента „All Turns To Yesterday“, включена в албума „Worldes Blysse“. Групата също така участва и в албума на Делериум от 2006 „Nuages du Monde“, в частност в песните „Extollere“ и „Sister Sojourn Ghost“.
През 2005 г. част от музиката на ансамбъла е използвана в минисериала на BBC „The Virgin Queen“, който разказва живота на кралица Елизабет I.

## Членове
Към 1 ноември 2008 членове на Mediaeval Baebes са както следва:
- Катрин Блейк
- Емили Овъндън
- Клеър Рабит
- Мелпомени Керманиду
- Естер Дий
- Бев Лий Харлинг

## Дискография
- „Salva Nos“ (1997)
- „Worldes Blysse“ (1998)
- „The Best of the Mediæval Bæbes“ (1999, компилация, която официално не е призната от групата)
- „Undrentide“ (2000)
- „The Rose“ (2002)
- „Mistletoe and Wine“ (2003, коледен албум)
- „Mirabilis“ (2005)
- „Mediæval Bæbes“ (DVD, 2006)
- „Live“ (2006, концертен албум)
- „Illumination“ (2009)